# Burseryds socken
Burseryds socken i Småland ingick i Västbo härad i Finnveden och är sedan 1974 en del av Gislaveds kommun, från 2016 inom Burseryds distrikt i Jönköpings län.
Socknens areal är 92,79 kvadratkilometer, varav land 84,12. År 2000 fanns här 1 483 invånare. Tätorten Burseryd med sockenkyrkan Burseryds kyrka ligger i socknen. 

## Administrativ historik
Burseryds socken har medeltida ursprung.
Vid kommunreformen 1862 övergick socknens ansvar för de kyrkliga frågorna till Burseryds församling och för de borgerliga frågorna till Burseryds landskommun.  Landskommunen utökades 1952 och uppgick 1974 i Gislaveds kommun. Församlingen utökades 1995.
Den 1 januari 1909 (enligt beslut den 21 augusti 1908) överfördes till Burseryds socken Kruvebo by, omfattande 1 mantal Kruvebo nr:1 Norra och ½ mantal Kruvebo nr:2 Södra, från Villstads socken.
1 januari 2016 inrättades distriktet Burseryd, med samma omfattning som Burseryds församling fick 1995, och vari detta sockenområde ingår.
Socknen har tillhört samma fögderier och domsagor som Västbo härad. De indelta soldaterna tillhörde Jönköpings regemente, Södra Västbo kompani.

## Geografi och natur
Burseryds socken ligger vid Västgötagränsen intill insjöarna Fegen och Spaden. Socknen är en höglänt sjö- och mossrik skogsbygd. Fegen delas med Gunnarps socken i Falkenbergs kommun, Kalvs socken i Svenljunga kommun och Sandviks socken i Gislaveds kommun medan Spaden delas med Håcksviks socken i Svenljunga kommun. Ytterligare en betydande sjö är Sävsjön som delas med Bosebo socken i Gislaveds kommun.
Fegen är även namnet på ett naturreservat som ingår i EU-nätverket Natura 2000 och som delas med Gryteryds socken i Gislaveds kommun, Kalv och Håckviks socknar i Svenljunga kommun samt Gunnarps socken i Falkenbergs kommun.
I kyrkbyn Burseryd fanns förr ett gästgiveri.

## Fornminnen
Några stenåldersboplatser samt flera gravrösen från bronsåldern och järnåldersgravar finns här. Offerkällor är kända vid Röshult, Rönne källa och Östra Lida.

## Befolkningsutveckling
Befolkningen ökade från 890 1810 till 1 330 1880 varefter den minskade till 1 048 1990. Därefter ökade folkmängden till 1 640 invånare 1970 då den var som högst under 1900-talet. Till 1990 minskade befolkningen på nytt till 1 521.

## Namnet
Namnet (1350 Bursrydh), taget från kyrkbyn, har troligen förledet bur och efterledet ryd, röjning.